# Alex Felipe Nery
Alex Felipe Nery (* 14. August 1975 in São Paulo) ist ein ehemaliger brasilianischer Fußballspieler.

## Karriere
Alex spielte in seiner brasilianischen Heimat für den Macaé Esporte FC. 2001 unterschrieb er einen Vertrag beim japanischen Zweitligisten Ventforet Kofu. Für Kofu bestritt er 26 Zweitligaspiele und schoss dabei drei Tore. Von 2004 bis 2012 war er außerdem noch bei den Vereinen Uberlândia EC, AA Francana, Rio Claro FC, XV de Jaú und SC São Paulo unter Vertrag.